# Migrantenwijk
Een migrantenwijk of multiculturele wijk is een wijk of buurt van een woonplaats waar een aanzienlijk aandeel van de bevolking immigrant is. Een migrantenwijk wordt soms ook wel multiculturele wijk genoemd. Migrantenwijken zijn onder migranten in trek, vanwege streekgenoten en familie die er al langer wonen en vanwege de lagere huurprijzen of huizen van de woningcorporatie die er staan. Ook vormen religieuze en etnische voorzieningen in de migrantenwijk een pull-factor voor migranten. Migranten/allochtonen integreren beter in wijken met een autochtone meerderheid.
Er kan sprake zijn van een etnische enclave, waarbij de meerderheid van de bevolking behoort tot een bepaalde bevolkingsgroep. Een etnische enclave kan soms maar uit één straat bestaan.
In Noord-Amerikaanse steden zijn veel etnische enclaves te vinden. Dit komt onder andere door de rassendiscriminatie in het verleden die door de Amerikaanse overheid werd geaccepteerd. Er was sprake van segregatie en witte wijken moesten wit blijven. Andere bevolkingsgroepen werden met veel geweld de wijk uitgejaagd als ze zich daar probeerden te vestigen. Tegenwoordig vestigen de meeste nieuwe migranten in Amerika nog steeds in etnische enclaves.
Etnische enclaves zijn in Nederland in een paar plaatsen te vinden. Het merendeel van die etnische enclaves worden bevolkt door Molukkers die na de onafhankelijkheid van Nederlands-Indië naar Nederland kwamen. In de Belgische hoofdstad wordt Molenbeek gezien als een etnische enclave van moslims.
Migrantenwijken zijn in Nederland en België vooral te vinden in de grote steden. Veel wijken in Den Haag en Rotterdam worden gezien als multiculturele wijken.

## Migrantenwijksoorten
| - Chinatown - Indische buurt - Molukse wijk - Jodenbuurt - Moslimwijk - Turkse wijk - Marokkaanse wijk - Surinaamse wijk | - African-American neighborhood - Little India - Little Italy - Little Tokyo/Japantown/Japanse wijk - Little Guyana - Little Manila - Little Pakistan - Little Saigon - Little Taipei - Little Armenia/Armeense wijk - Little Odessa - Little Brazil - Little Portugal | - Little Moscow - Little Finland - Little Scandinavia - Little Ukraine - Little Arabia - Little Syria - Little Gaza - Little Maghreb - Little Tel Aviv - Little Palestine - Little Canada - Little Ethiopia - Little Havana | - Koreatown - Japantown - Thai Town - Germantown - Greektown - Corktown - Cambodiatown - Oosters-orthodoxe wijk |

## Migrantenwijken in Den Haag (2013)
| wijknaam                  | %autochtonen | %allochtonen | bijzonderheden |
| ------------------------- | ------------ | ------------ | --- |
| Regentessekwartier        | 49,7         | 50,3         | 19,3 Westerse allochtonen                                                                                           |
| Centrum                   | 47,9         | 52,1         | 20,3 Westerse allochtonen                                                                                           |
| Morgenstond               | 40,1         | 59,9         | |
| Rustenburg en Oostbroek   | 39,0         | 61           | 18,5 Westerse allochtonen (10,1 Oost-Europese Nederlanders); 15,4 Turkse Nederlanders; 13,1 Surinaamse Nederlanders |
| Bouwlust/Vrederust        | 35,0         | 65           | |
| Stationsbuurt             | 34,8         | 65,2         | |
| Moerwijk                  | 31,3         | 68,7         | |
| Laakkwartier en Spoorwijk | 27,7         | 72,3         | 10,1 Oost-Europese Nederlanders                                                                                     |
| Groente- en Fruitmarkt    | 13,5         | 86,5         | 37,2 Turkse Nederlanders                                                                                            |
| Schildersbuurt            | 8,7          | 91,3         | 27,1 Turkse Nederlanders; 22,7 Marokkaanse Nederlanders                                                             |
| Transvaalkwartier         | 8,1          | 91,9         | 28,9 Turkse Nederlanders; 22,6 Surinaamse Nederlanders                                                              |
| Zorgvliet                 | 40,6         | 59,4         | 8,5 Indonesische Nederlanders                                                                                       |

## Migrantenwijken in Rotterdam (2006)
| wijknaam        | %autochtonen | %allochtonen | bijzonderheden                                      |
| --------------- | ------------ | ------------ | --------------------------------------------------- |
| Schiemond       | 25           | 75           | 13 Kaapverdiaanse Nederlanders                      |
| Tussendijken    | 22           | 77           |                                                     |
| Bospolder       | 21           | 78           | 23 Turkse Nederlanders; 17 Marokkaanse Nederlanders |
| Hillesluis      | 20           | 80           | 28 Turkse Nederlanders                              |
| Feijenoord      | 18           | 82           | 29 Turkse Nederlanders                              |
| Afrikaanderwijk | 16           | 84           | 35 Turkse Nederlanders                              |
| Spangen         | 13           | 87           | 21 Turkse Nederlanders; 20 Marokkaanse Nederlanders |
| Dijkzigt        | 50           | 50           | 17 Antillianen                                      |
| Beverwaard      | 50           | 50           | 19 Surinaamse Nederlanders                          |

## Migrantenwijken in Amsterdam (2006)
| wijknaam                | %autochtonen | %allochtonen | bijzonderheden                                      |
| ----------------------- | ------------ | ------------ | --------------------------------------------------- |
| Indische Buurt Oost     | 37           | 63           | 18 Marokkaanse Nederlanders                         |
| Slotermeer-Noordoost    | 37           | 63           | 24 Marokkaanse Nederlanders; 17 Turkse Nederlanders |
| Geuzenveld              | 36           | 64           | 25 Marokkaanse Nederlanders; 17 Turkse Nederlanders |
| Indische Buurt West     | 36           | 64           | 19 Marokkaanse Nederlanders                         |
| Osdorp-Midden           | 32           | 68           | 24 Marokkaanse Nederlanders                         |
| Overtoomse Veld         | 30           | 70           | 26 Marokkaanse Nederlanders                         |
| Bijlmer Oost (E,G,K)    | 28           | 72           | 36 Surinaamse Nederlanders                          |
| Bijlmer Centrum (D,F,H) | 18           | 82           | 41 Surinaamse Nederlanders                          |
| De Kolenkit             | 18           | 82           | 33 Marokkaanse Nederlanders; 23 Turkse Nederlanders |

## Migrantenwijken in Utrecht (2006)
| wijknaam        | %autochtonen | %allochtonen | bijzonderheden                                      |
| --------------- | ------------ | ------------ | --------------------------------------------------- |
| Overvecht       | 40           | 60           | 22 Marokkaanse Nederlanders                         |
| Nieuw Hoograven | 41           | 59           | 27 Marokkaanse Nederlanders                         |
| Kanaleneiland   | 21           | 79           | 39 Marokkaanse Nederlanders; 17 Turkse Nederlanders |

## Migrantenwijken in Tilburg (2011)
| wijknaam          | %autochtonen | %allochtonen | bijzonderheden               |
| ----------------- | ------------ | ------------ | ---------------------------- |
| Wandelbos-noord   | 46           | 54           | 11 Westerse allochtonen      |
| Vlashof           | 45           | 55           |                              |
| Stokhasselt-noord | 40           | 60           | 51 niet-Westerse allochtonen |

## Migrantenwijken in Delft (2013)
| wijknaam     | %autochtonen | %allochtonen | bijzonderheden                                |
| ------------ | ------------ | ------------ | --------------------------------------------- |
| Buitenhof    | 57           | 43           | 4 Chinese Nederlanders                        |
| Voorhof      | 50           | 50           | 6 Turkse Nederlanders; 4 Chinese Nederlanders |
| Delftse Hout | 49           | 51           | 34 Chinese Nederlanders                       |

## Migrantenwijken in Antwerpen (2013)
| wijknaam                     | %allochtonen | %autochtonen | bijzonderheden                                                                |
| ---------------------------- | ------------ | ------------ | ----------------------------------------------------------------------------- |
| Borgerhout Intra Muros Zuid  | 64,6         | 35,4         | 34 Noord-Afrikanen                                                            |
| Amandus - Atheneum           | 66,5         | 33,5         | 35,1 Noord-Afrikanen; 13 Oost-Europeanen; 11,6 West-Aziaten; 6,7 Oost-Aziaten |
| Kiel                         | 68,6         | 31,4         | 31,8 Noord-Afrikanen; 13,7 West-Aziaten                                       |
| Centraal Station             | 68,7         | 31,3         | 12,5 Oost-Europeanen; 10,5 Zuid-Aziaten; 10,1 West-Europeanen; ? Joden        |
| Borgerhout Intra Muros Noord | 70,6         | 29,4         | 42 Noord-Afrikanen                                                            |
| Stuivenberg                  | 74,6         | 25,4         | 25 Noord-Afrikanen; 15,0 West-Aziaten; 10,1 Oost-Europeanen                   |
| Nieuw - Zuid                 | 79,4         | 20,6         | 35,1 Noord-Afrikanen; 17,6 West-Aziaten                                       |
| Haringrode                   | 50,5         | 49,5         | 14,1 West-Europeanen; 8,9 West-Aziaten; 8,1 Oost-Europeanen; ? Joden          |